# Слово живе і мертве
«Слово живе і мертве» (рос. Слово живое и мёртвое, в ранніх виданнях з підзаголовком «Із досвіду перекладача та редактора», в пізніших — з підзаголовком «Від „Маленького принца“ до „Корабля дурнів“») — книга відомої перекладачки і редакторки Нори Галь, вперше опублікована в 1972 році. Книга побудована як огляд прикладів вдалої і невдалої роботи з мовою і особливо спрямована проти непомірного і невиправданого використання канцелярського стилю і іншомовних запозичень;
Нора Галь розбирає безліч перекладацьких, письменницьких та просто мовних помилок і позначає деякі загальні принципи, завдяки яким літературний текст звучить живо і виразно, читається захоплююче і викликає довіру читача. На думку доктора філологічних наук Н. Я. Дьяконової «Автор дає незрівнянно більше, ніж систематизовані поради побратимам по професії. Книга ця — про любов до російської мови, про те, який „дар правди і людяності“ необхідний тому, хто пише — і тому, хто говорить, — щоб ця мова звучала в його устах гідно і виразно».

## Зміст книги
Виходячи з принципів перекладацької школи кашкінців, в основі яких, на її думку, лежить прагнення до вірності перекладу, а не його точності, Нора Галь докладно розглядає безліч прикладів невдалої, з її точки зору, перекладацької роботи — буквалістської, неуважної, що не вникає в суть першотвору, — розширюючи коло прикладів і на оригінальне російське слововживання, як літературне, публіцистичне і журналістське, так і, в ряді випадків, розмовне: характер і природа помилок в російській мові, вважає вона, значною мірою ті ж, що і в перекладних текстах. При цьому до кожного невірного мовного рішення книга Нори Галь пропонує один або кілька варіантів більш вдалої заміни. Повністю присвячений плідній перекладацькій праці розділ «Уклін майстрам», в якому Нора Галь розбирає досвід своїх колег, відомих радянських перекладачів В. М. Топер, Є. Д. Калашникової, О. П. Холмської, Н. А. Волжиної, Н. Л. Дарузес, І. Романовича, М. П. Богословської, М. Ф. Лоріє, які працювали з творами Ернеста Хемінгуея, Джона Голсворсі, Френсіса Скотта Фіцджеральда, Бернарда Шоу, Джеймса Джойса (книга «Дублінці»), Редьярда Кіплінга, Джона Стейнбека. Нора Галь підкреслює їх вміння передати дух і стиль оригіналу при досконалій природності.
Серед найбільш поширених вад переказаного тексту Нора Галь виділяє:
- механічне відтворення російською особливостей синтаксису і граматичного ладу чужої мови: дієслова в пасивному стані, конструкції з допоміжними дієсловами і причетними оборотами, характерні перифрази (англ. this man, фр. cet homme);
- передачу іншомовного слова схожим на нього запозиченням — яке в російській мові майже завжди несе інший зміст чи іншу стилістичне забарвлення, а часом, на думку Нори Галь, стає словом-паразитом: особливо це стосується таких слів, як «факт», «проблема», «момент», «річ» (калька з англ. thing / фр. chose);
- зіткнення непоєднуваного: слова, що суперечать один одному по стилю, культурній та часововій приналежності, непотрібній звуковий перекличці («міс проковтнула аршин»; «пил наповнила простір», «Максим Грек перекладав максимально точно»);
- нерозуміння (що, як наслідок, веде до нісенітниці дослівного перекладу) чужої ідіоматики («вийшов в сад через французьке вікно», тоді як англ. french window — «засклені двері»);
- неувага до мовного контексту і емоційного підтексту, що приводить до буквальної точності, спотворює справжній зміст ((англ. Are you comfortable? переведено як «Тобі зручно?», що формально правильно, але недоречно в ситуації, коли «людина, вихована в строгих правилах британської доброчесності, хоче нарешті узаконити свої стосунки з коханою жінкою — колись це було неможливо», — тоді як вона «готова продовжувати „незаконний“ зв'язок, аби не наражати його на неприємності і нарікання суспільства»).